# Aittojärvi (sjö i Suomussalmi, Kajanaland)
Aittojärvi är en sjö i kommunen Suomussalmi i landskapet Kajanaland i Finland. Sjön ligger 212,1 meter över havet. Arean är 1,95 kvadratkilometer och strandlinjen är 18,61 kilometer lång. Sjön  ingår i Uleälvens huvudavrinningsområde.   Den ligger omkring 120 kilometer nordöst om Kajana och omkring 570 kilometer norr om Helsingfors. 
I sjön finns öarna Honkisaari, Lehtosaari, Kivisalmensaari och Oritsaari. 